# Megadunes de l'Antarctique
Les mégadunes de l'Antarctique sont une formation de glaces, des formes de « vagues ondulantes » repérées à partir de 2003 par un satellite américain de la NASA. Il s'agit de phénomènes particulièrement vastes et qui, compte tenu des conditions climatiques locales, n'ont pu être observés que récemment, par l'intermédiaire d'avions et surtout de satellites.
Elles sont constituées d'un grand champ de dunes, largement espacées (2 à 6 km) et hautes de 1 à 8 m. L'hypothèse est qu'elles sont produites par des vents catabatiques récurrents, des vents puissants (atteignant 300 km/h) soufflant le long des pentes du fait de la gravité.
Elles ont fait l'objet d'études scientifiques de plusieurs universités et laboratoires à travers le monde, comme celles menées conjointement par l'Université de Grenoble et le CNRS, ou celles de l'Université de Nantes.
Des phénomènes équivalents sont observés dans d'autres environnements, par exemple sur la planète Mars.